# Демократическая партия труда Литвы
Демократическая партия труда Литвы (лит. Lietuvos demokratinė darbo partija, LDDP) — литовская социал-демократическая партия, созданная в декабре 1989 года в результате реформирования Коммунистической партии Литвы (КПЛ). В январе 2001 года объединилась с Литовской социал-демократической партией. Молодёжная организация партии называлась Литовский лейбористский молодёжный союз (Lietuvos leboristų jaunimo unija, LLJU).

## КПЛ (самостоятельная)
26 марта 1989 года Коммунистическая партия Литвы (КПЛ) потерпела сокрушительное поражение на выборах народных депутатов СССР. Из 42 мест, выделенных Литовской ССР, коммунисты получили всего 6, при этом Саюдис, одержавший победу (36 мест из 42), снял своих кандидатов в пользу лидеров литовской Компартии Альгирдаса Бразаускаса и Владимира Берёзова. КПЛ, потрясённая разгромом на выборах, начала терять влияние и сторонников. Для сохранения партии, её лидер Бразаускас решил поддержать призывы к суверенитету и начать сотрудничество с Саюдисом.
19—20 декабря состоялся XX съезд КПЛ. Делегаты съезда 855 голосами против 160 решили отделиться от Коммунистической партии Советского Союза (КПСС), став самостоятельной республиканской компартией. Отделение литовских коммунистов вызвало недовольство руководства КПСС и в январе 1990 года генеральный секретарь КПСС Михаил Горбачёв лично посетил Литву, пытаясь ликвидировать раскол. Тем не менее КПЛ (самостоятельная) продолжала настаивать на своей независимости. Противники отделения создали свою Компартию Литвы, которая осталась частью КПСС и провозгласила себя настоящим правопреемником партии, созданной в октябре 1918 года.
В феврале 1990 года состоялись первые для КПЛ (самостоятельной) парламентские выборы. Основным конкурентом Компартии на них было движение Саюдис. Хотя оба лагеря добивались независимости Литвы, Саюдис предпочитал действовать быстро, надеясь на поддержку Запада, в то время как коммунисты Бразаускаса занимали менее радикальные позиции, желая избежать конфликта с Москвой. Саюдис не был политической партией и формально не участвовал в выборах, но поддержка со стороны движения значительно увеличивала шансы любого кандидата на избрание. Несмотря на внутренние реформы и поддержку идеи независимости КПЛ испытывала серьёзные проблемы, её численность сокращалась, а влияние падало. К тому же, выйдя из состава КПСС литовская компартия существенно ухудшила своё финансовое положение. В результате коммунисты вели пассивную кампанию и им не хватало ярких личностей, которые могли бы конкурировать с видными интеллектуалами Саюдиса. Кроме того, выборы депутатов подавались избирателям как референдум о независимости Литвы, из-за чего многие считали себя обязанными голосовать за Саюдис.
КПЛ (самостоятельная) выдвинула на выборах в Верховный совет Литвы 201 кандидата. Всего было избрано 46 депутатов от компартии Бразаускаса, из них 17 при поддержке Саюдиса. В результате КПЛ (самостоятельная) стала второй после Саюдиса политической силой Верховного совета. 11 марта Верховный Совет нового созыва избрал своим председателем одного из лидеров Саюдиса Витаутаса Ландсбергиса, за которого отдали свои голоса 91 депутат, в то время как за его соперника Альгирдаса Бразаускаса проголосовали 38 человек. В тот же день был принят Акт восстановления Литовского государства, который поддержали в том числе депутаты от КПЛ (самостоятельной).
8 декабря 1990 года на своём съезде КПЛ (самостоятельная) была переименована в Демократическую партию труда Литвы (ДПТЛ).

## Победы на выборах
В октябре 1992 года состоялись выборы в Сейм Литовской республики. Впервые в истории Литвы они прошли по смешанной системе. На них Демократическая партия труда Литвы неожиданно одержала победу. За экс-коммунистов отдали свои голоса 817 332 избирателя (43,98 %). За кандидатов трудовиков в одномандатных округах в первом туре проголосовали 642 423 человек (34,98 %), а во втором туре 587 055 (43,96 %). В итоге по партийному списку было избрано 36 кандидатов ДПТЛ, ещё 37 человек прошли по одномандатным округам. Завоевав в общей сложности 73 места в Сейме из 141, трудовики получили абсолютно большинство и смогли сформировать однопартийное правительство, которое возглавил гендиректор компании «Азотас» Бронисловас Лубис. Лидер партии А. Бразаускас 25 ноября избран председателем Сейма и исполняющим обязанности президента Литвы.
14 февраля 1993 года состоялись выборы президента Литвы, первые в истории республики. На них Альгирдасу Бразаускасу противостоял независимый кандидат Стасис Лозорайтис, поддержанный Саюдисом и рядом партий. Лидер трудовиков считался фаворитом выборов. Его соперник, литовский дипломат, провёл почти всю свою жизнь в Италии и США представляя правительство Литвы в изгнании. Из-за железного занавеса его работа была практически неизвестна в Литве. Предвыборная кампания заняла три недели. Лозорайтис сделал ставку на свой дипломатический опыт, в то время как оппоненты называли его иностранцем, не понимающим текущую ситуацию в Литве и зависящим от непопулярного Саюдиса. Бразаускас предпочёл сосредоточиться на решении экономических проблем, обещая обеспечить плавный переход от плановой экономики к свободному рынку. Лидер трудовиков одержал уверенную победу, набрав 1 212 075 голосов (60,03 %). Лозорайтис сумел опередить своего соперника только в Каунасе. 25 февраля 1993 года состоялась инаугурация первого в постсоветской истории Литвы президента.
После избрания президентом Бразаускас решил прекратить свою деятельность в партии. Новым главой ДПТЛ стал Адольфас Шляжявичюс, он же 10 марта 1993 года возглавил правительство. Позднее Шляжявичюс был обвинён в коррупции и 15 февраля 1996 года был вынужден уйти в отставку. Уголовное дело по обвинению в коррупции и подделке документов в отношении бывшего премьера расследовалось четыре года и было в конце концов прекращено так и не попав в суд. Новым председателем Сейма вместо Бразаускаса стал его заместитель, журналист и депутат Чесловас Юршенас. Он же возглавил ДПТЛ после скандальной отставки Шляжявичюса. Главой правительства 15 февраля 1996 года был назначен Миндаугас Станкявичюс.

## Кризис и провал на выборах
20 октября 1996 года прошли очередные парламентские выборы. Крупнейшие политические силы Литвы на тех выборах придерживались схожих взглядов на внешнюю политику, в частности поддерживая вступление страны в НАТО и Евросоюз. В то же время ДПТЛ активно критиковалась за неспособность преодолеть экономическую стагнацию и финансовые скандалы, в том числе с участием бывшего премьера Шляжявичюса. Основным соперником ДПТЛ на выборах была партия Союз Отечества — Литовские консерваторы, созданная на базе Саюдиса. Лидер консерваторов Ландсбергис делал упор на борьбе с коррупцией. В результате ДПТЛ потерпела сокрушительное поражение. За партийный список трудовиков отдали свои голоса всего 130 837 избирателей (10,01 %), что принесло партии 10 мандатов, третье место после консерваторов и христианских демократов. На выборах по одномандатным округам за кандидатов ДПТЛ проголосовали 146 006 человек (11,12 %) в первом туре и 105 103 (10,93 %) во втором, дав ещё 2 мандата. В итоге трудовики получили в совокупности 12 мест, заняв в Сейме лишь четвёртое место, уступив также и Литовскому центристскому союзу.
6 октября 1997 года на своей последней пресс-конференции в качестве президента Бразаускас отказался баллотироваться на второй срок. Другого сильного кандидата для участия в очередных президентских выборах у ДПТЛ не нашлось и было решено поддержать независимого кандидата Артураса Паулаускаса, заместителя Генерального прокурора Литвы. В первом туре 21 декабря 1997 года Паулаускас собрал 838 819 голосов (44,73 %) и уверенно занял первое место, значительно опередив своего главного соперника, независимого кандидата Валдаса Адамкуса. Но во втором туре 4 января 1998 года Адамкус при поддержке консерваторов и христианских демократов, опередил Паулаускаса, получившего 953 775 голосов (49,22 %).

## Возрождение и объединение
Перед парламентскими выборами 2000 года была сформирована Социал-демократическая коалиция Альгирдаса Бразаускаса (Algirdo Brazausko socialdemokratinė koalicija), в который вошли Демократическая партия труда Литвы, Литовская социал-демократическая партия, Союз русских Литвы и партия Казимиры Прунскене «Новая демократия». Основным вопросом избирательной кампании была экономика, в частности высокая безработица и курс правящей партии на стабилизацию бюджета. Социал-демократическая коалиция обещала увеличить социальные расходы и снизить налоги, в то время как правящий Союз Отечества объявил о продолжении своей жёсткой бюджетной и фискальной политики. Итогами выборов стали провал консерваторов и уверенное лидерство социал-демократов. За список Союза Бразаускаса проголосовали 457 294 избирателей (31,08 %), что принесло ей 28 мандатов. На выборах по одномандатным округам за кандидатов социал-демократической коалиции проголосовали 293 926 человек (20,05 %), принеся ей ещё 23 мандата. ДПТЛ получила 12 мест в Сейме по списку и 14 по округам, проведя в парламент в общей сложности 26 депутатов. Партия трудовиков оказалась в Сейме третьей по численности, уступив лишь Литовскому либеральному союзу и партии Новый союз (социал-либералы). Несмотря на успех ДПТЛ и её союзники не вошли в новое правительство, которое сформировали либералы и социал-либералы.
На объединительном съезде 27—28 января 2001 года Демократическая партия труда Литвы и Литовская социал-демократическая партия объединились, образовав Социал-демократическую партию Литвы, председателем которой до 2007 года оставался Альгирдас Бразаускас.

## Поддержка партии на парламентских выборах и количество мест в Сейме
| Количество поданных голосов |
| --------------------------- |
|                             |

| Мест в Сейме |
| ------------ |
|              |